# OTC Bulletin Board
Das OTC Bulletin Board (OTCBB) ist ein amerikanisches Handelssystem, auf der außerbörsliche Handelsgeschäfte (OTC – Over the counter) festgehalten werden. Wie NASDAQ und Xetra ist es eine elektronische Handelsplattform, in der unter anderem Preise, Zeiten und Volumina registriert werden. Am OTC Bulletin Board der NASDAQ werden die Aktien unter dem Symbol NDAQ gehandelt.
Im Vergleich zum ordentlichen Börsenhandel etwa an der NYSE sind die (Transparenz-)Anforderungen an die Unternehmen, die ihre Handelspreise auf der Plattform festhalten lassen, wesentlich geringer. Da bei OTC-Geschäften kein „richtiger“ Börsenhandel stattfindet, kann die Bezeichnung der Notierung oder Kotierung bei auf OTCBB geführten Unternehmen nicht angewendet werden, die jeweiligen Aktienkurse gelten nicht als repräsentativ.